# 杜布里夫卡 (若夫克瓦區)
50°10′55″N 23°36′54″E / 50.18194°N 23.61500°E
杜布里夫卡（烏克蘭語：Дубрівка），是烏克蘭西部的村莊，隸屬利維夫州的利維夫區。該村面積0.65平方公里，海拔高度272米，2001年人口282，人口密度每平方公里433.85人。